# César Jiménez
César Trenado Jiménez (Fuenlabrada (nabij Madrid), 19 april 1984) is een Spaans torero. 
Hij debuteerde als 16-jarige in de arena van Vista Alegre (Madrid) en werd op 9 mei 2002 in Nîmes (Fr) gepromoveerd tot matador de toros. Bij zijn promotie was Paco Ojeda de padrino en fungeerde Julián López 'El Juli' als getuige. De stieren waren afkomstig van de stierenfokkerij van Torrealta. 
De promotie van Jiménez werd op 15 mei 2005 in Madrid bevestigd door Julián López 'El Juli', met Matias Tejela als getuige. Ditmaal kwamen de stieren van José Miguel Arroyo en diens vader Martín Arranz. César Jiménez werd drie maal in triomf op de schouders de ring van Madrid uitgedragen. Tegenwoordig wordt hij gemanaged door José Miguel Arroyo 'Joselito'.